# Tobias Michael
Pour les articles homonymes, voir Michael.
Œuvres principales
- "Musikalische Seelenlust"

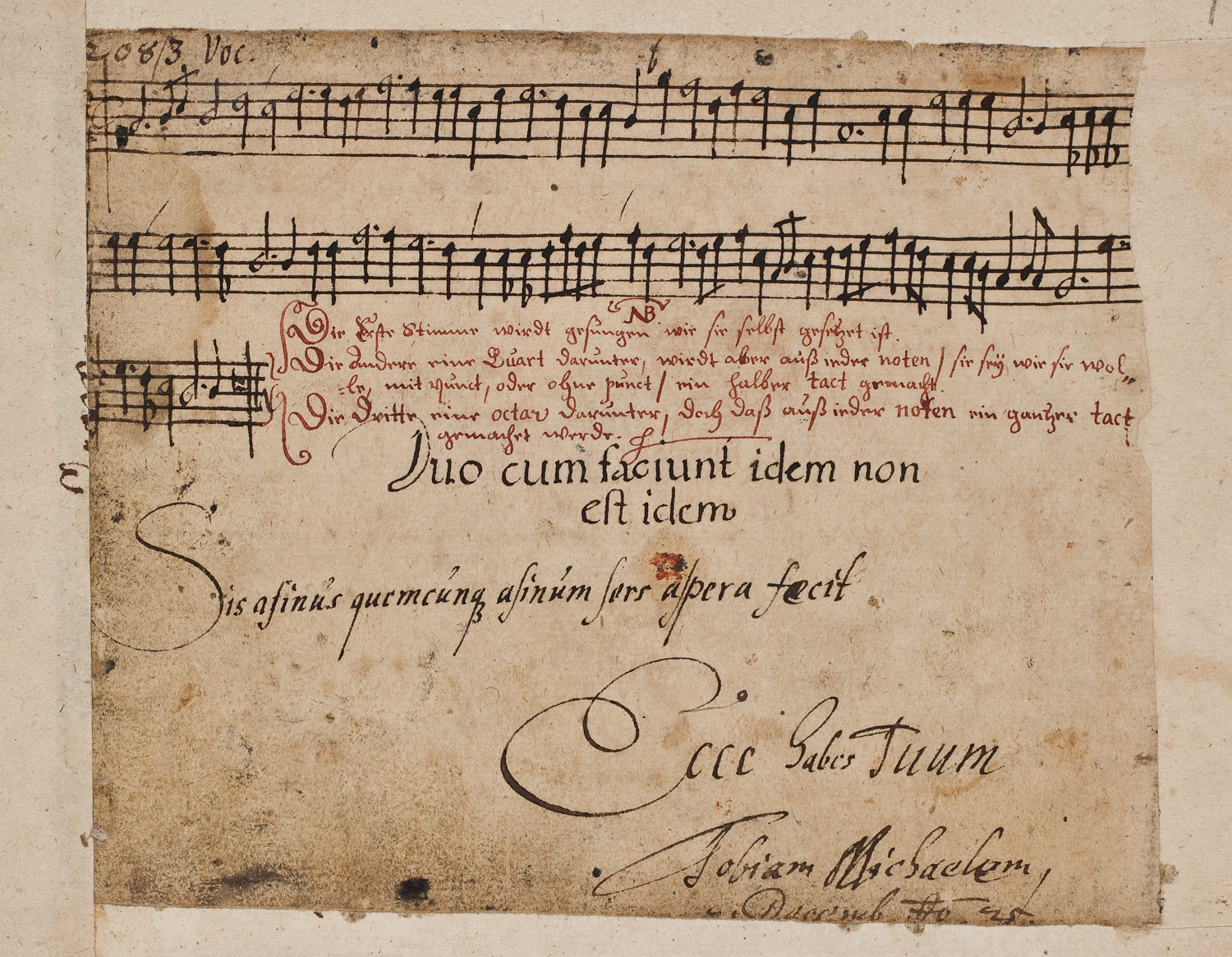

Tobias Michael, né le 13 juin 1592 à Dresde et mort le 26 juin 1657 à Leipzig, est un compositeur et Thomaskantor allemand.

## Biographie
Fils du compositeur franco-flamand Rogier Michael (1552–1619) et frère des organistes Christian Rogier (vers 1593–1637) et Samuel (vers 1597–1632), il était depuis 1601 chanteur à la cour de Dresde. Puis après 1609, il est allé à l'École régionale de Pforta. Tobias Michael a ensuite étudié la théologie à Leipzig et Wittemberg. En 1619, il est devenu Kapellmeister du prince Schwarzbourg-Sondershausen à l'église de la Trinité (de) à Sondershausen. Après un incendie dévastateur de la ville en 1621, lors duquel l'église a été complètement détruite, Michael a obtenu un poste d'échevin.
En 1631, il a pris la succession de Johann Hermann Schein comme Thomaskantor de la Thomasschule de Leipzig. Son successeur a été en 1657 Sebastian Knüpfer.
Nous avons de Michael deux recueils de motets et de concerts spirituels sous le titre de Musikalische Seelenlust (1634-1637) ainsi que des pièces vocales occasionnelles de six à huit voix (motets principalement pour les mariages et les funérailles). Le style est très influencé par celui largement diffusé en Allemagne à cette époque : le style de l'École vénitienne.
Tobias Michael a composé les motets pour ses propres funérailles plusieurs années avant son décès.